# Tres Cantos
Tres Cantos é um município espanhol da província e Comunidade de Madrid, situado 23 km ao norte da capital, localidade situada no caminho de Santiago de Madrid.

## Demografia
Possui 41.064 habitantes, segundo os dados do INE de 2009, dos quais 30% são menores de 15 anos.

## História
A origem da cidade de Tres Cantos remonta à década de 1960, quando tecnocratas da Opus Dei tiveram a ideia de resolver os problemas de habitação e a explosão demográfica de Madrid pela criação de um aglomerado urbano de grandes dimensões nos arredores. Como resultado desta ideia, cria-se em 1971 o Plan Actur (Atuações Urbanísticas Urgentes), para por em prática esta ideia de cidades do raio exterior para descongestionar a grande urbe madrilena; com uma projeção inicial em maquete da nova cidade, à qual se adjudicariam inicialmente umas 20.000 habitações, ideia que pouco a pouco se iria materializando
Em 1976 cria-se a Tres Cantos S.A., empresa pública que começa a construção da nova cidade, a mais jovem da região e uma das poucas que foi projetada sobre o papel. Graças ao fenómeno do cooperativismo (desde cooperativas autónomas até cooperativas impulsionadas pela UGT ou pelas CC.OO.)  fomenta-se durante a seguinte década a construção massiva de uma impressionante quantidade de casas por todo o novo município. Foi já no ano de 1982 quando chegaram a Tres Cantos os primeiros habitantes, de facto, em condiciones muito precárias. Nos nove anos seguintes, a cidade pertenceu a Colmenar Velho, até que em 21 de março de 1991 com 80% de apoio popular e daquele que seria  o primeiro alcaide, António Osuna (TCU), se converte numa cidade autónoma e independente.

## Localização
Tres Cantos encontra-se a 23 km a norte de Madrid, entre as cidades de El Goloso e Colmenar Viejo. Este enclave surgiu por acaso, já que no momento da sua criação se planearam várias situações, mas esta, situada ao sul de Colmenar Velho, era a melhor; contava com um aquífero que permitiria abastecimento de água à cidade (daí a torre que se encontra no Parque Central ao lado do Recinto da feira e o grande lago artificial com uma superfície aquática maior que a represa do madrileno Parque del Buen Retiro). Pensou-se em Torrejón, mas foi descartada devido à proximidade da  base militar americana situada na zona.

## Centros educativos
Tres Cantos conta na atualidade com nove centros públicos de ensino primário e com três de ensino secundário. Conta também com um centro articulador, dois privados (Colégio Internacional Pino Sierra e Colégio Nossa Senhora De La Merced) e várias escolas infantis públicas e uma escola privada.

## Educação
Em Tres Cantos há 19 infantários (4 públicos e 15 privados), 9 colégios públicos de educação infantil e primária, 3 institutos de educação secundária, 2 colégios privados e 1 centro estrangeiro.
Alguns centros têm  dentro do seu programa uma opção bilingue que as crianças podem escolher para estudar. No decurso 2004/2005, o instituto José Luis Sampedro, uniu-se a esta iniciativa promovida pela Comunidade de Madrid para receber alunos que tinham estudado com este programa num dos colégios já citados.
Tres Cantos conta com uma Escola Municipal de Música, situada nas instalações da Casa da Cultura, na Praça do município. Além disso existem várias escolas musicais privadas, assim como diversas associações culturais que abarcam uma vasta gama de expressões artísticas.
Tres Cantos conta também com uma base da Escola Oficial de Idiomas que se encontra no I.E.S. Pintor Antonio López.

## Sobre Tres Cantos
Chama-se Tres Cantos devido ao nome de um marco geodésico próximo aos terrenos de onde se criou a cidade. Muitas das pessoas que vivem nesta cidade trabalham em Madrid ou na sua área metropolitana, recebendo por sua vez diariamente muitos profissionais que se mudam para empresas radicadas nesta localidade.
Tres Cantos conta com vários setores (equivalentes a maçãs) e uma urbanização chamada Soto de Viñuelas. Os setores estão distribuídos em 3 zonas: a Primeira Zona, situada ao norte, a Segunda, mais recente, a sul, e a Terceira Zona que se encontra à volta da Primeira e a Indústria. É uma cidade pequena, com espaços verdes amplos, conta com um Estádio de Atletismo, 3 polidesportivos, 2 skateparks, 1 campo de 4x e Dual, e vários estádios de futebol de relva sintética e também um rockódromo. É uma cidade jovem, e com amplas ruas, o que a torna uma cidade muito diferente de Madrid.
Cabe destacar que Tres Cantos se encontra encravada no Parque Regional da bacia do Alto Manzanares (exceto a urbanização Soto de Viñuelas e o Novo Tres Cantos), sendo uma das cidades com mais árvores por habitante, que também já foi galardoada em numerosas ocasiões pela sua limpeza.

## Comunicação

### Caminho de Ferro
A estação faz parte da linha C-4 de proximidades, pelo que é possível chegar à Puerta del Sol em 29 minutos.

### Por Estrada
Várias vias interurbanas ligam a cidade ao vizinho município de Colmenar Velho (estrada 723), com Madrid (Praça de Castela) (estradas 712, 713, 716 e 717) e com Alcobendas - Universidade Autónoma - Aeroporto-Madrid (Canillejas) (827). Três estradas urbanas operadas por ALSA ligam os diferentes setores entre si e com a estação ferroviária.

### Em bicicleta
A ciclovia que vai desde Montecarmelo (Madrid) até Colmenar Velho passa pelo oeste de Tres Cantos, convertendo a cidade num destino atrativo e muito seguro para ciclistas. Encontra-se a distância razoável para trabalhadores e estudantes que desejam utilizar a bicicleta diariamente para se deslocarem entre Tres Cantos e a Universidade Autónoma de Madrid ou Colmenar Velho.

## Cidades Irmãs
- 1995, Daira de Agüenit no Saara Occidental.
- 1996, Nejapa no departamento San Salvador de El Salvador.
- 2004, Saint-Mandé município de França na região Île-de-France no departamento de Val-de-Marne.
- 2007, Columbia, Maryland, Estados Unidos.

## Clubes desportivos
- U.D Tres Cantos Islas
- Galáctico Pegaso
- Tres Cantos C.D.F.
- Tien 21 Uicesa Tres Cantos (futebol de sala)
- CEA TEAM C.F.
- Club de Rugby Tres Cantos

## Estrutura Municipal
Depois das eleições municipais espanholas de 2007 de maio de 2007, a estrutura municipal ficou constituída da seguinte maneira:
- Partido Popular, PP, 11 deputados municipais
- Partido Socialista de Madrid, PSM-PSO, 8 deputados
- Esquerda Unida, IU  1 deputado
- Alternativa Popular por Tres Cantos: 1 deputado

## Festas Locais
- 21 de março: comemoração da emancipação de Colmenar Viejo e conseguinte fundação de Três Cantos como município da Comunidade de Madrid.
- 24 de junho: em honra do Patrono da cidade, San Juan.